# Marija Francuska, grofica Šampanje
Marija (francuski Marie) (1145. – 1198.) bila je francuska princeza, kći kralja Luja VII. te grofica Champagnea. Marijina je majka bila Eleonora Akvitanska. 
Marija je imala mlađu sestru te mnogo polubraće i polusestara.
Princeza Marija bila je u samostanu zbog obrazovanja. Udala se za grofa Henrika I. od Champagnea. Imali su četvero djece:
- Henrik II. Šampanjski
- Marija od Champagnea[1]
- Teobald III. od Champagnea[2]
- Skolastika Šampanjska[3]

Neko je vrijeme njezin suprug bio u Svetoj Zemlji, a umro je nakon što se vratio iz nje.
Marija je bila na sprovodu svog polubrata Gotfrida te je također voljela svog drugog polubrata, Rikarda I. Lavljeg Srca.
Umrla je u samostanu Fontaines-les-Nones te je pokopana u katedrali sv. Stjepana u Meauxu (fra. Cathédrale Saint-Étienne de Meaux). Nažalost, njena grobnica je uništena.